# カリーンの剣
『カリーンの剣』（カリーンのつるぎ）は、1987年にスクウェア・DOGより発売されたファミリーコンピュータ ディスクシステム用アクションロールプレイングゲーム。開発はクリスタルソフト。

## 概要
トップビューの切り替え形マップ形式。マップ上を移動するモンスターに接触すると戦闘画面に切り替わる。戦闘は体当たりで行われ、どちらかが全滅するまで続けられる。途中で逃げることはできない。
何匹の敵と戦うかは戦闘開始までわからず、大勢の敵と遭遇した際は敵に囲まれないように移動する必要がある。
クイックセーブという簡易記録システムを採用しており、フィールドマップ内であれはどこでも使用できる。プレイヤーが死亡しゲームオーバーとなった場合はそこから復帰できるようになっている。
データは一時的にRAM内に記録されているため、電源を切るとその内容は失われる。ゲームを中断する際はディスクカードに記録する必要がある。このシステムは当時の本ゲーム広告にて「0.08秒のクイックセーブ」と宣伝文句の一つとなっていた。
この時期のファミコンソフトにしては珍しく、プレイヤーの名前登録の際の文字にひらがなとカタカナを混合して用いることができる。

## 設定

### ストーリー
平和だったアリタニア王国に突如魔物が現れ、国は乱れる。これを解決できるのは行方不明となった魔術師「グラドリフ」だけであった。国王は一人の勇者にグラドリフの捜索を依頼したのである。

### 舞台
アリタニア城
地上世界
ニルラグの街
アーレム城
レンの世界

## キャラクター

### 地上世界
ゾンビ
スケルトン
ゴブリン
オーク
インセクト
シェーカー
グール
ミニー
ボーンゴーレム
ロックリザード
パラドン
デンヤグ
クラブハガー
カラコルム
デミデーモン

### レンの世界
クリスビースト
クリスウォーリア
リザードマン
デーモン
アスピック
サイクロップス
サンドワーム
シュバク
ヒドラ
ドラゴネット
ラバクリチャー
ガーゴイル
ネールルール
バーリック
フライヒドラ
ワイバーン

### レンの世界（洞窟内）
アイスライム
シャーゴ
スライムイーター
チル
スピリット
ワイト
ストローパー
ロックガル

### レンの世界（中央洞窟内）
ジャー
ボーンウルフ
グノール
コロッサス
ストーム
ヘルエンジェル
ファルシスト
デーモンロード
グラドリフ

## 開発
本作の開発を担当したクリスタルソフトは国内PC向けとして、『夢幻の心臓』（1984年）や『リザード』（1985年）などのロールプレイングゲームを多く出していたが、『ソード・ワールドPC』（1992年）の開発中に経営難となり、T&Eソフトに吸収されることになった。その後、『ソード・ワールドPC』はT&Eソフトより発売され、スーパーファミコン用としても『ソード・ワールドSFC』としてシリーズ化された。後に至るまで、『ソード・ワールドRPG』シリーズは
隠れた名作として息の長いシリーズとなったが、その原点となっているのが本作である。

## 評価
- ゲーム誌『ファミコン通信』のクロスレビューでは、6・6・7・6の合計25点（満40点）となっている[5][3]。レビュアーの意見としては、「このゲームは最初がいちばん大変かもしれない。（中略）ここをクリアーできれば、あとはおもしろくてどんどんゲームに引き込まれていくはず」などと評されている[5]。

- ゲーム誌『ファミリーコンピュータMagazine』の読者投票による「ゲーム通信簿」での評価は以下の通りとなっており、16.54点（満25点）となっている[4]。また、同雑誌1991年5月24日号特別付録の「ファミコンディスクカード オールカタログ」では、「当時としては画期的なクイックセーブ機能がついていたソフトである」と紹介されている[4]。

| 項目 | キャラクタ | 音楽 | 操作性 | 熱中度 | お買得度 | オリジナリティ | 総合  |
| 得点 | 3.41       | 3.18 | 3.26   | 3.55   | -        | 3.14           | 16.54 |

- ゲーム誌『ユーゲー』では、「フィールド上で敵に遭遇すると戦闘シーンに突入するのだが、パっ見では移動シーンとの見分けがつかないため、気がついたら死んでいることも多い」、「クイックセーブや敵に体当たりするだけの戦闘システムなど、快適にプレイするための機能こそ盛り込まれているが、ゲームバランスの悪さや先に進むためのヒントの乏しさなどもあってセールスが伸び悩み、DOGの元締めでもあるスクウェアのディスクタイトルに不信感を抱くきっかけとなってしまった不遇のタイトルでもある」と評している[2]。

## 関連作品

### 攻略本
ファミリーコンピュータゲーム必勝法シリーズ49 カリーンの剣（1987年、勁文社）
- 見田竜介による漫画が掲載されている。

必勝完ペキ本 カリーンの剣（1987年、徳間書店）